# Jonas Persson
Jonas Lars Persson (Malmö, 15 de diciembre de 1983) es un deportista sueco que compitió en natación, especialista en el estilo libre.
Ganó dos medallas en el Campeonato Europeo de Natación, oro en 2008 y bronce en 2010. Participó en los Juegos Olímpicos de Pekín 2008, ocupando el quinto lugar en Pekín 2008, en la prueba de 4 × 100 m libre.

## Palmarés internacional
| Campeonato Europeo | Campeonato Europeo       | Campeonato Europeo | Campeonato Europeo |
| Año                | Lugar                    | Medalla            | Prueba             |
| ------------------ | ------------------------ | ------------------ | ------------------ |
| 2008               | Eindhoven (Países Bajos) | Medalla de oro     | 4 × 100 m libre    |
| 2010               | Budapest (Hungría)       | Medalla de bronce  | 4 × 100 m libre    |